# Jindřich Kouba
Jindřich Kouba (29. června 1917 - ???) byl český a československý politik Komunistické strany Československa, poslanec Sněmovny národů Federálního shromáždění a České národní rady za normalizace.

## Biografie
K roku 1969 se uvádí bytem v obci Řípec, okres Tábor. Původním povoláním byl mzdový účetní. Absolvoval reálku s maturitou. V době nástupu do poslanecké funkce zastával post předsedy Krajského národního výboru pro Jihočeský kraj. Byl členem předsednictva Krajského výboru KSČ. Obdržel Řád práce a vyznamenání Za zásluhy o výstavbu. 13. sjezd KSČ ho zvolil za člena Ústředního výboru Komunistické strany Československa.
Po provedení federalizace Československa usedl do Sněmovny národů Federálního shromáždění. Do FS ho nominovala Česká národní rada. Ve federálním parlamentu setrval do konce funkčního období, tedy do voleb roku 1971.